# アッシャー・ブラウン・デュランド
アッシャー・ブラウン・デュランド（Asher Brown Durand、1796年8月21日 - 1886年9月17日）はアメリカ合衆国の版画家、画家である。ロマン派の影響を受けたアメリカの風景画家のグループ、ハドソン・リバー派の画家の一人である。

## 略歴
ニュージャージー州、エセックス郡のメープルウッドに生まれた。父親は時計職人、銀細工師で11人兄弟の8番目の子供であった。1812年から版画業者の見習いをした後、共同経営者となり、ニューヨークの支店を任された。1823年にジョン・トランブルの『アメリカ独立宣言』を版画にして出版して、その版画技術が評判となった。1825年にニューヨーク絵画協会（New York Drawing Associatio）の設立に寄与し、この組織はナショナル・アカデミー・オブ・デザイン（National Academy of Design）に発展し、1845年から1861年の間、デュランドはナショナル・アカデミー・オブ・デザインの校長（会長）を務めた。
兄のサイラス・デュランド（Cyrus Durand:1787–1868）と印刷業の会社（A. B. & C. Durand & Co）をつくり、切手などの版の製作をした。
1830年頃から、パトロンのリード（Luman Reed）に勧められて、関心を版画から油絵に移した。1837年に友人となったトマス・コールとアディロンダック山地のシクルーン湖へのスケッチ旅行を行い、その後は風景画に集中した。代表作の一つの「気の合う者」(kindred spirits)はキャッツキル山地の風景の中に、コールと詩人のウィリアム・カレン・ブライアントを描いた。コールの死の後、ブライアントに贈られたものであった。

## 作品

### 版画作品

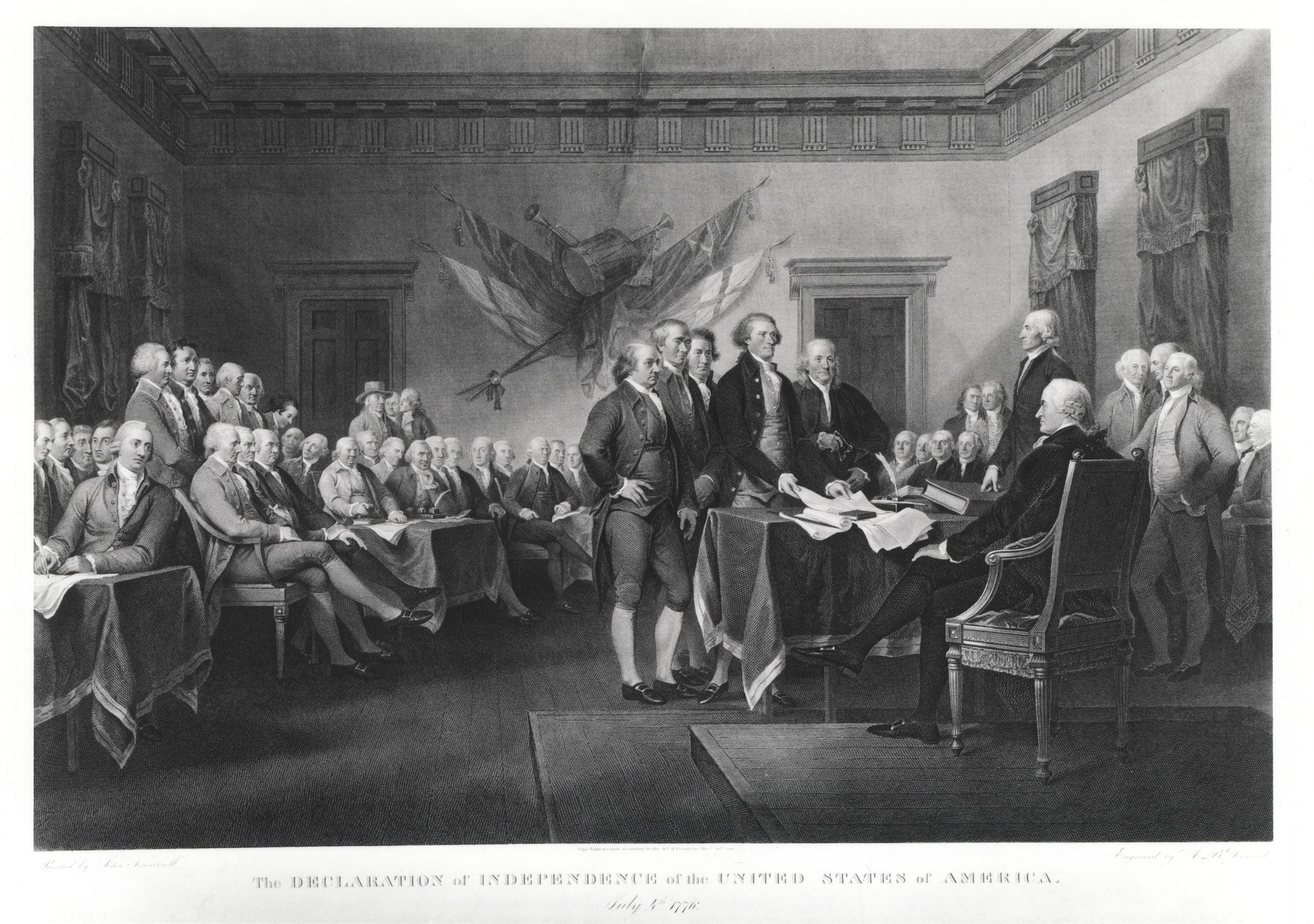
『アメリカ独立宣言』 原画ジョン・トランブル
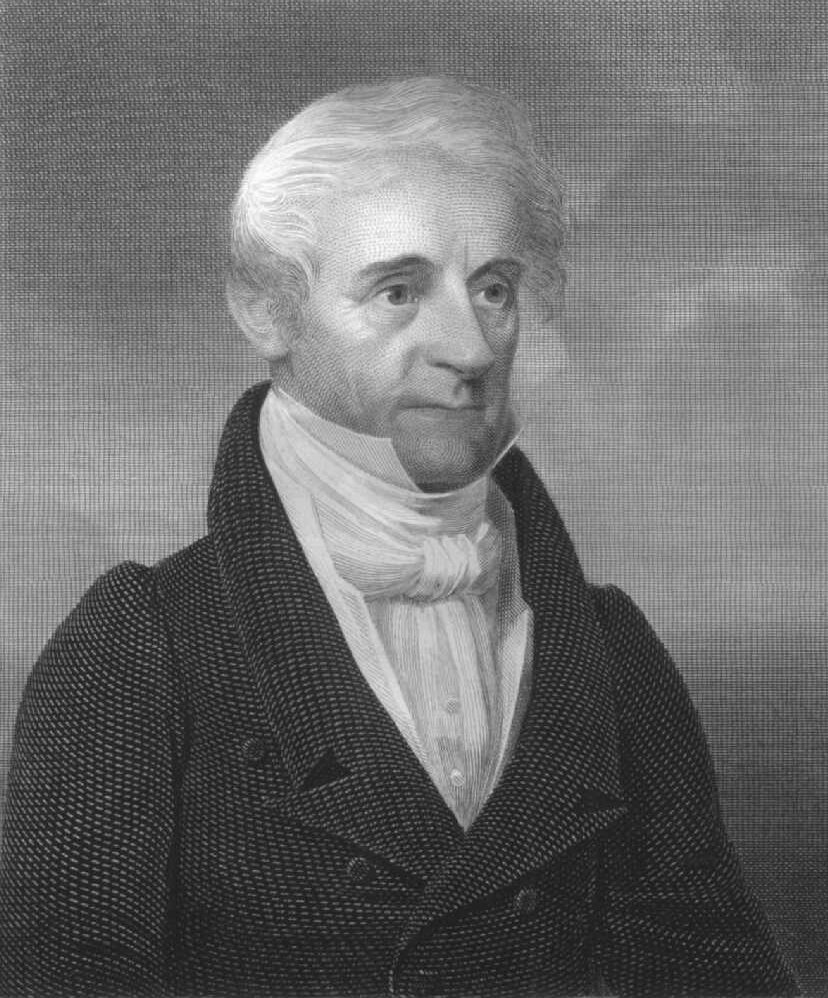
Solomon Van Rensselaer（下院議員）
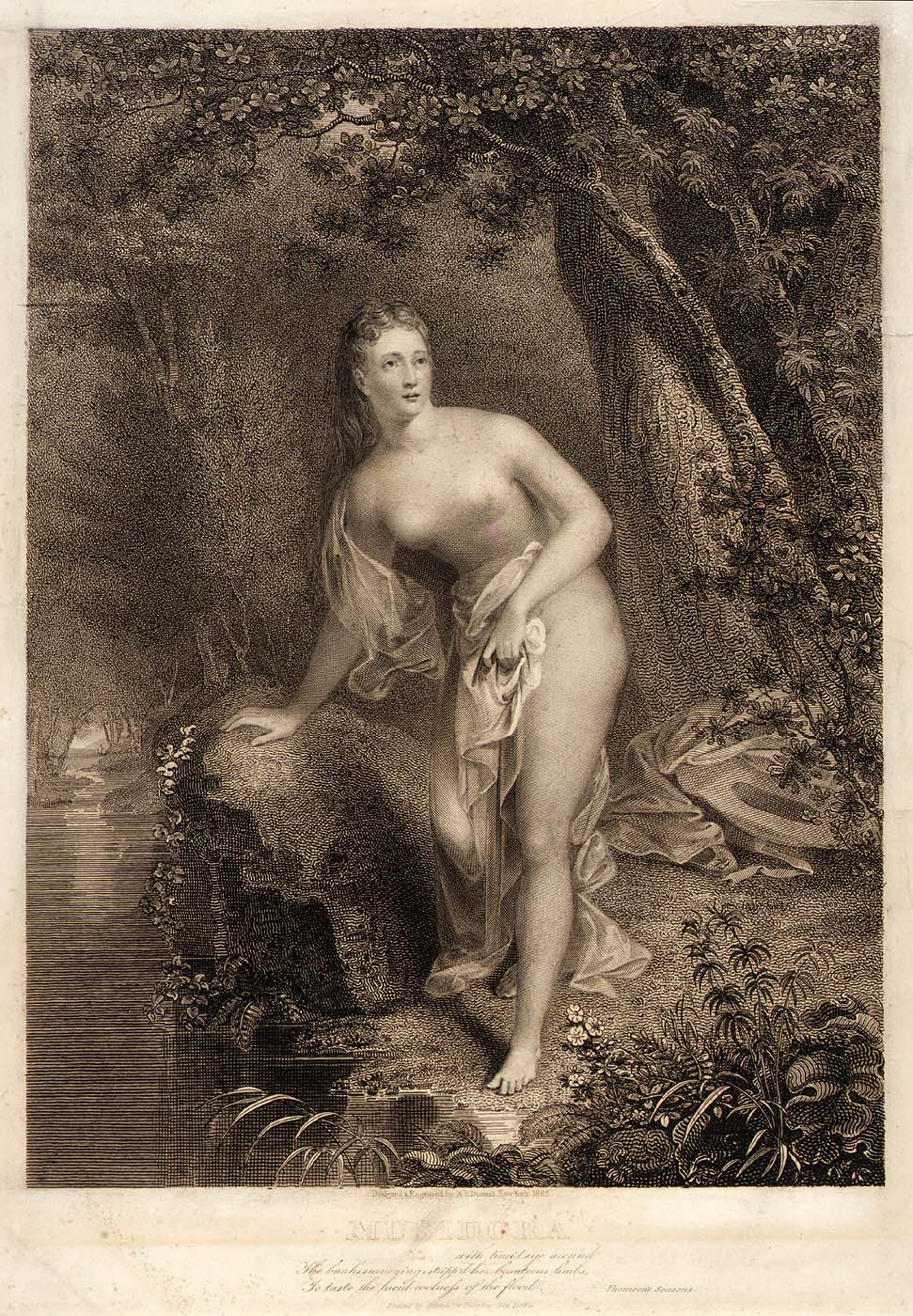
Musidora
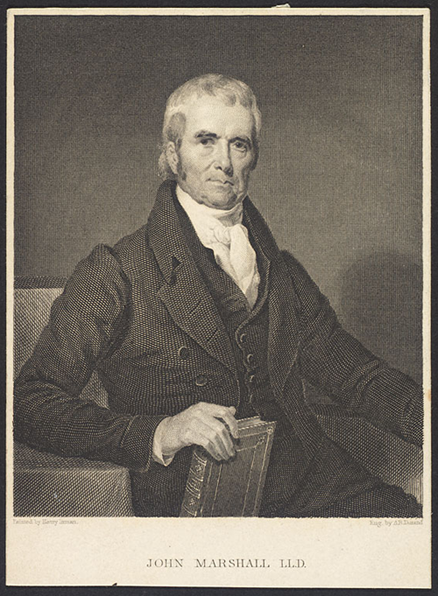
John Marshall(判事） (原画)ヘンリー・インマン

### 油絵

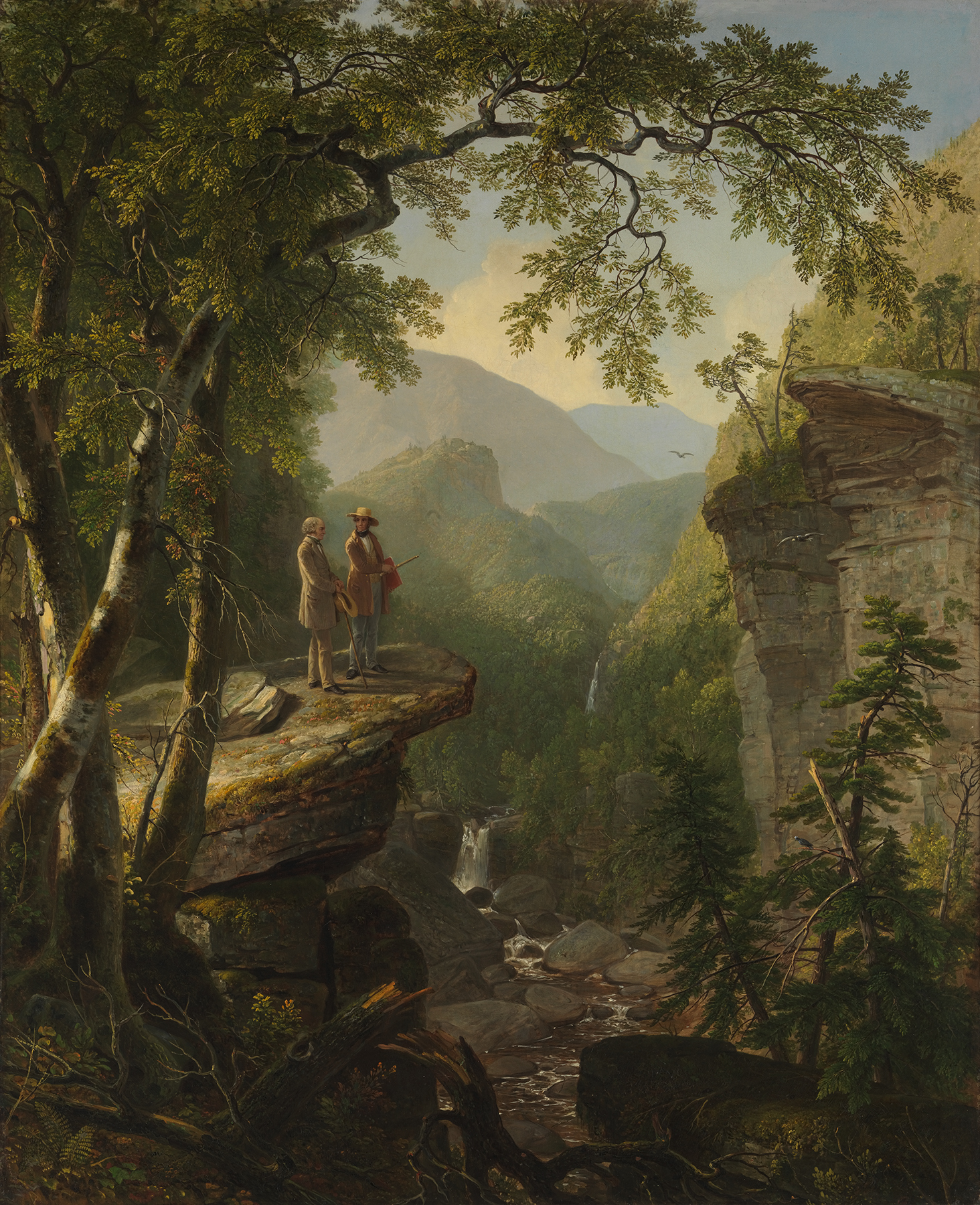
「気の合う者」(kindred spirits) クリスタル・ブリッジーズ・アメリカン・アート美術館蔵
座礁した船 (1844) ナショナル・ギャラリー (ワシントン)蔵
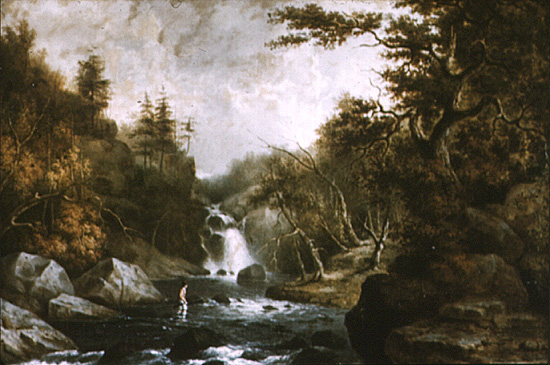
猟師 (1846) アリゾナ州立大学美術館 蔵